# Лаерт
Лаерт (на гръцки: Λαέρτης) в древногръцката митология е син на Акрисий и Халкомедуза. Съпруг е на Антиклея и от нея баща на Одисей. Взема участие в похода на аргонавтите, както и в Калидонския лов. След смъртта му, жената на Одисей Пенелопа била принуда да даде обещание, че ще се омъжи след като изтъче саван за тялото на Лаерт. Тя го тъкала 3 години, като денем работела, а вечер го разплитала. Така лъжела женихите, докато не я уличили.